# سام كويري
سام كويري (بالإنجليزية: Sam Querrey)‏ (مواليد 7 أكتوبر 1987 في سان فرانسيسكو)، هو لاعب كرة مضرب أمريكي يلعب باليد اليمنى بدأ مسيرته كمحترف عام 2006 ويحتل حالياً المرتبة رقم. 41 (27 يونيو 2016) في تصنيف رابطة محترفي كرة المضرب. أعلى تصنيف له في الفردي كان المركز الـ 17 في سنة 2011. شارك في دورة الألعاب الأولمبية الصيفية.

## وصلات خارجية
- سام كويري على موقع IMDb (الإنجليزية)
- سام كويري على موقع قاعدة بيانات الفيلم (الإنجليزية)

- الموقع الرسمي

## روابط إضافية
- سام كويري على موقع رابطة محترفي التنس (الإنجليزية)
- سام كويري على موقع الاتحاد الدولي لكرة المضرب (الإنجليزية)
- سام كويري على موقع كأس ديفيز (الإنجليزية)
- سام كويري على موقع خلاصة التنس.كوم (الإنجليزية)
- سام كويري على موقع إي إس بي إن.كوم (الإنجليزية)
- سام كويري على موقع أوليمبيديا (الإنجليزية)
- Querrey Recent Match Results
- Querrey World Ranking History
- USTA "Circuit Player of the Week" article and profile
- ESPN article